# Pier Pressure
Pier Pressure är en musikfestival med genrerna rock, emo och pop som arrangeras i samarbete av Ema Telstar, Kulturbolaget och PK Musik i Frihamnen, Göteborg. Festivalen såg dagens ljus den 1 juli 2007 och var den första fortsättningen på succéfestivalen Metaltown.
Året efter dök istället för Pier Pressure det upp en ny festival, West Coast Riot, med inriktning på punk och hardcore. Men efter två år dök festivalen upp igen den 20 juni 2010 för en andra upplaga.

## Bokade band

### 2010
| Black Stage - Plan Three (S) - The Sounds (S) - 30 Seconds to Mars (US) - HIM (FIN) | Red Stage - Dead by April (S) - Pendulum (AUS) - Takida (S) - Paramore (US) | Close-up-scenen - Ape Rape Escape (S) - You Ate My Dog (S) - Earlytobed (S) - Destine (NL) - Kadawatha (S) | - Her Bright Skies (S) - Neverstore (S) - Johnossi (S) |

### 2007
| Scen 1 - Neverstore (S) - The Sounds (S) - Mando Diao (S) - Billy Talent (CAN) - My Chemical Romance (USA) | Scen 2 - Blindside (S) - Less Than Jake (US) - CKY (US) - Gogol Bordello (USA) - Avril Lavigne (CAN) | Close-up-scenen - Finley (ITA) - Tony Clifton (S) - Loving Chokes (S) - Chemical Vocation (S) - Early To Bed (S) | - Kid Down (S) - April Divine (S) - Sugarplum Fairy (S) - Sounds Like Violence (S) - Sunrise Avenue (FIN) - Enter Shikari (UK) |